# Protosquilla
Protosquilla is een geslacht van kreeftachtigen uit de klasse van de Malacostraca (hogere kreeftachtigen).

## Soorten
- Protosquilla calypso Manning, 1974
- Protosquilla folini (A. Milne-Edwards, 1867)